# Mario Gromo
Mario Gromo (Novara, 23 maggio 1901 – Torino, 19 maggio 1960) è stato un giornalista, scrittore, critico cinematografico e curatore editoriale italiano.

## Biografia
Nel 1918 partì in guerra come volontario nel corpo degli alpini. Trasferitosi a Torino per frequentare l'università, conseguì la laurea in legge nel 1922 ed esercitò per breve tempo l'avvocatura. Approdò infine al mondo della letteratura, fondò nel 1922, insieme a Giacomo Debenedetti e Sergio Solmi, la rivista Primo Tempo. Negli anni successivi avviò una collaborazione ad una delle riviste di Pietro Gobetti, Il Baretti, e pubblicò il suo primo libro, il romanzo breve Costazzurra (Torino 1926), espressione di una generazione.
Nel 1927 diede inizio alla Casa Editrice Fratelli Ribet, che nella collana "Scrittori contemporanei" pubblicò opere significative della letteratura italiana di quel periodo.Il catalogo Ribet comprendeva autori quali Corrado Alvaro, Ugo Betti, Guido Piovene, Giovanni Comisso, Giani Stuparich, Eugenio Montale e Arturo Onofri. Collaborò a riviste letterarie come Solaria e La Gazzetta del popolo; scrisse: Costazzurra, Guida Sentimentale che ebbe nel '29 il premio Fiera Letteraria, e altri libri di racconti di viaggio, tra i quali Taccuino Giapponese. Fu inoltre uno dei massimi rappresentanti della critica cinematografica, della quale curò una rubrica sul quotidiano di Torino La Stampa. Fu presidente per 5 volte della giuria del Festival di Venezia .
Nel testamento dispose che la sua casa di corso Lanza a Torino fosse assegnata per cinque anni ad uno scrittore piemontese.

## Riconoscimenti
A lui è dedicata la Biblioteca Internazionale di Cinema e Fotografia di Torino, ospitata dal Museo Nazionale del Cinema.